# (4810) Ruslanova
(4810) Ruslanova (1972 GL) – planetoida z pasa głównego asteroid okrążająca Słońce w ciągu 3,35 lat w średniej odległości 2,24 j.a. Odkryta 14 kwietnia 1972 roku.